# فهرست شهرهای جمهوری آذربایجان
جمهوری آذربایجان به‌طور کلی ۷۹ شهر را در خود جای داده‌است که این شهرها در سطح استان‌های ۱۴ گانهٔ این کشور پراکنده شده‌اند.
استان قره‌باغ با جای دادن ۱۱ شهر در خود، بیشترین تعداد شهرها و بدون در نظر گرفتن پایتخت باکو (که به تنهایی، استان مستقلی محسوب می‌شود و صرفاً شامل یک شهر است)، استان آب‌شوران-خیزی هم با جای دادن ۳ شهر در خود، کمترین تعداد شهرهای این کشور را به خود اختصاص داده‌است.
شهرهای باکو (پایتخت جمهوری آذربایجان)، گنجه و سومقاییت به ترتیب با ۲٬۳۰۰٬۵۰۰، ۳۳۵٬۸۰۰ و ۳۰۸٬۸۰۰ نفر جمعیت، پرجمعیت‌ترین؛ و شهرهای خیزی و شاهبوز نیز به ترتیب با ۱٬۶۰۰ و ۴٬۶۰۰ نفر جمعیت، کم‌جمعیت‌ترین شهرهای کشور هستند.
به لحاظ ارتفاع، شهرهای داش‌کسن و کلبجر واقع در غرب کشور (دامنه‌های قفقاز کوچک) به ترتیب با ۱۶۳۰ و ۱۵۸۴ متر ارتفاع، مرتفع‌ترین؛ و شهرهای باکو و نفت‌چاله واقع در شرق کشور (ساحل دریای خزر) به ترتیب با ۲۸– و ۲۶– متر ارتفاع، کم‌ارتفاع‌ترین شهرهای جمهوری آذربایجان محسوب می‌شوند. شهر باکو همچنین کم‌ارتفاع‌ترین پایتخت جهان به‌شمار می‌رود.
از نظر تاریخ شهرنشینی، شهرهای نخجوان، شماخی و گنجه که تاریخ شهرنشینی در آن‌ها به ترتیب به سده‌های چهارم، ششم و هفتم میلادی بازمی‌گردد، کهن‌ترین؛ و شهرهای بابک و قوولار که به ترتیب در سال‌های ۲۰۲۰ و ۲۰۱۲ به درجهٔ شهر ارتقا یافته‌اند، جدیدترین شهرهای جمهوری آذربایجان محسوب می‌شوند.
پس از پایان جنگ اول قره‌باغ در سال ۱۹۹۴، از مجموع ۱۶ شهر جمهوری آذربایجان که در استان‌های قره‌باغ و زنگزور شرقی واقع شده‌اند، صرفاً ۴ شهر آغجابدیع، بردع، ترتر و هورادیز تحت کنترل این کشور باقی ماندند و ۱۲ شهر دیگر به تصرف جمهوری قره‌باغ کوهستانی درآمدند.
اما پس از پایان جنگ دوم قره‌باغ و توافقنامه آتش‌بس ناگورنو قره‌باغ در سال ۲۰۲۰، جمهوری آذربایجان توانست کنترل ۷ شهر آغ‌دام، فضولی، شوشی، جبرئیل، کلبجر، زنگلان و قبادلی را بازپس بگیرد؛ اما همچنان دربارهٔ وضعیت سیاسی ۵ شهر باقی‌مانده شامل خان‌کندی (استپاناکرت)، لاچین (بردزور)، آغ‌دره (مارتاکرت)، خواجه‌لی (ایوانیان) و خواجه‌وند (مارتونی) توافقی صورت نگرفته‌است و همزمان با استقرار صلح‌بانان روس، حاکمیت جمهوری آرتساخ نیز بر این شهرها برقرار است.

## فهرست
فهرست شهرهای جمهوری آذربایجان و جمعیت آن‌ها براساس آمار دولتی در سال ۲۰۲۱ به شرح زیر است:
|  | پرجمعیت‌ترین شهر استان |

| نام شهر              | استان          | جمعیت (۲۰۲۱) | ارتفاع (متر) | سال شهرشدن | آثار گردشگری شاخص | نشان | موقعیت روی نقشه |
| -------------------- | -------------- | ------------ | ------------ | ---------- | --- | ---- | --------------- |
| آستارا               | لنکران-آستارا  | ۱۷٬۶۰۰       | ۲۲–          | ۱۹۴۵       | موزهٔ تاریخ-مردم‌شناسی شهرستان آستارا، خانهٔ تاجر، باغ قهرمانان، مجموعهٔ تفریحی سبلان |      | آستارا          |
| آغجابدیع             | قره‌باغ         | ۴۱٬۶۰۰       | ۱۶           | ۱۹۶۲       | خیابان شهدای آغجابدیع |      | آغجابدیع        |
| آغ‌داش                | اران مرکزی     | ۳۲٬۷۰۰       | ۴۰           | سدهٔ ۱۶     | – |      | آغداش           |
| آغ‌دام                | قره‌باغ         | ۴۳٬۱۰۰       | ۳۶۹          | ۱۹۵۲       | مسجد جامع آق‌دام، ارگ شاهبولاغ، موزه نان، تئاتر دولتی درام آق‌دام، کاخ پناهعلی‌خان، خانهٔ فریدون‌بیگ اصلان‌بیگ‌اف | –    | آغ‌دام           |
| آغ‌دره (مارتاکرت)     | قره‌باغ         | ۱۰٬۲۰۰       | ۴۵۳          | ۱۹۸۵       | کلیسای مارتاکرت، خانهٔ فرهنگ مارتاکرت | –    | آغ‌دره           |
| آغستفا               | قزاق-توووز     | ۱۲٬۹۰۰       | ۳۴۰          | ۱۹۴۱       | مخزن سد آغستفا، مسجد جامع آغستفا |      | آغستفا          |
| آق‌سو                 | شروان کوهستانی | ۲۲٬۳۰۰       | ۶۸۰          | ۱۹۶۷       | بقعهٔ شیخ دورسون |      | آق‌سو            |
| اردوباد              | نخجوان         | ۱۰٬۸۰۰       | ۸۵۶          | سدهٔ ۱۲     | خانه موزهٔ محمدسعید اردوبادی، یخچال اردوباد، تئاتر خلق اردوباد، موزهٔ تاریخ-مردم‌شناسی اردوباد، کارخانهٔ ابریشم اردوباد، محلهٔ تاریخی اوچ‌ترنگی، خانه موزهٔ یوسف محمدعلی‌اف، مسجد جامع اردوباد، مکتبخانهٔ قدیمی اردوباد |      | اردوباد         |
| اسماعیللی            | شروان کوهستانی | ۲۶٬۱۰۰       | ۶۵۷          | ۱۹۶۷       | – | –    | اسماعیللی       |
| اوجار                | اران مرکزی     | ۱۸٬۳۰۰       | ۱۷           | ۱۹۴۱       | – |      | اوجار           |
| اوغوز                | شکی-زاقاتالا   | ۷٬۵۰۰        | ۵۴۵          | ۱۹۶۸       | کنیسهٔ آشاغی‌محله، کنیسهٔ یوخاری‌محله، معبد الیزهٔ مقدس، کلیسای الیزهٔ مقدس |      | اوغوز           |
| ایمیشلی              | میل-مغان       | ۳۶٬۲۰۰       | ۰            | ۱۹۶۰       | موزهٔ تاریخ-مردم‌شناسی ایمیشلی |      | ایمیشلی         |
| بابک                 | نخجوان         | ۵٬۸۰۰        | ۸۲۷          | ۲۰۲۰       | – |      | بابک            |
| باکو                 | باکو           | ۲٬۳۰۰٬۵۰۰    | ۲۸–          | ۱۸۷۸       | آتشگاه باکو، ایچری‌شهر، باغ خاقانی، باغ فیلارمونیک، باغ‌وحش باکو، برج تلویزیون باکو، برج‌های شعله، بلوار باکو، بنای یادبود فاجعه بیستم ژانویه، پارک افسران، پارک مفاخر باکو، کلیسای ارمنی، کاخ اسماعیلیه، کاخ سعادت، کاخ شروان‌شاهان، کاخ گلستان، کاروانسرای دو طبقه، کاروانسرای کوچک، کاروانسرای مولتانی، قلعه دختر، دارالحکومه باکو، موزه ادبیات نظامی گنجوی، موزه استقلال آذربایجان، موزه باستان‌شناسی و قوم‌نگاری جمهوری آذربایجان، موزه خانگی عظیم عظیم‌زاده، موزه خانگی واقف مصطفی‌زاده، موزه دولتی فرهنگ موسیقی آذربایجان، موزه فرش جمهوری آذربایجان، موزه کتاب‌های مینیاتور باکو، موزه ملی تاریخ جمهوری آذربایجان، موزه ملی تحصیل جمهوری آذربایجان، موزه ملی هنر جمهوری آذربایجان، موزه هنرهای مدرن باکو، میدان فانتین، مجسمه محمد فضولی، مجسمه نظامی گنجوی، مرکز بین‌المللی مقام جمهوری آذربایجان، مرکز فرهنگی حیدر علیف، مسجد بی‌بی هیبت، مسجد تازه‌پیر، مسجد جامع باکو (شهر قدیمی)، مسجد جن باکو، مسجد چین باکو، مسجد خیدیر، مسجد عاشور باکو، مسجد گله‌لی، کنیسه یهودیان اشکنازی، قلعه چهارگوشه (شهر قدیمی)، مسجد کیقباد، کاروانسرای گرغابازار، حمام آقا میخائیل، حمام حاج غایب، حمام قاسم بیگ باکو، کاروانسرای بخارا |      | باکو            |
| بالاکن               | شکی-زاقاتالا   | ۱۴٬۱۰۰       | ۳۷۸          | ۱۹۶۸       | قلعهٔ قالاچ محمد، مسجد جامع بالاکن، پارک و تله‌کابین بالاکن، موزهٔ بالاکن |      | بالاکن          |
| بردع                 | قره‌باغ         | ۴۰٬۳۰۰       | ۷۶           | ۱۹۴۸       | مسجد جامع بردع، بقعهٔ بهمن میرزا قاجار، بقعهٔ بردع، بقعهٔ امامزادهٔ بردع |      | بردع            |
| بیلقان               | میل-مغان       | ۱۶٬۸۰۰       | ۶۰           | ۱۹۶۶       | موزهٔ پرچم |      | بیلقان          |
| بیله‌سوار             | اران مرکزی     | ۲۳٬۵۰۰       | ۵            | ۱۹۶۶       | – |      | بیله‌سوار        |
| ترتر                 | قره‌باغ         | ۱۹٬۹۰۰       | ۲۵۵          | ۱۹۴۹       | – |      | ترتر            |
| توووز                | قزاق-توووز     | ۱۴٬۲۰۰       | ۴۲۲          | ۱۹۴۷       | پل‌های تاریخی توووز، بقایای کاروانسرای توووز، بناهای ساخته شده در سدهٔ نوزدهم توسط آلمانی‌ها |      | توووز           |
| جبرئیل               | زنگزور شرقی    | ۱۱٬۲۰۰       | ۴۷۰          | ۱۹۴۴       | گورستان آغ‌اوغلان | –    | جبرئیل          |
| جلفا                 | نخجوان         | ۱۳٬۵۰۰       | ۷۱۵          | ۱۹۴۸       | ایستگاه راه‌آهن جلفا | –    | جلفا            |
| جلیل‌آباد             | لنکران-آستارا  | ۴۷٬۴۰۰       | ۳۱           | ۱۹۵۲       | مخزن سد گوی‌تپه |      | جلیل‌آباد        |
| حاجی‌قبول             | شروان-سالیان   | ۲۷٬۴۰۰       | ۱            | ۱۹۳۸       | – |      | حاجی‌قبول        |
| خاچماز               | قبه-خاچماز     | ۴۳٬۰۰۰       | ۴۲           | ۱۹۳۸       | بقعهٔ شیخ یوسف |      | خاچماز          |
| خان‌کندی (استپاناکرت) | قره‌باغ         | ۵۳٬۷۰۰       | ۸۱۳          | ۱۹۲۳       | ما کوه‌های خود هستیم، تپه‌های تاریخی خان‌کندی |      | خان‌کندی         |
| خواجه‌لی (ایوانیان)   | قره‌باغ         | ۸٬۲۰۰        | ۵۸۲          | ۱۹۹۱       | گورستان داش‌قوطی، معبد دایره‌ای خواجه‌لی، بقعهٔ خواجه‌لی | –    | خواجه‌لی         |
| خواجه‌وند (مارتونی)   | قره‌باغ         | ۵٬۹۰۰        | ۳۹۰          | ۱۹۸۵       | – | –    | خواجه‌وند        |
| خودات                | قبه-خاچماز     | ۱۷٬۰۰۰       | ۴۹           | ۱۹۵۰       | خط لولهٔ قدیمی انتقال آب به باکو، گورستان تپه‌یاتاغی |      | خودات           |
| خیردالان             | آب‌شوران-خیزی   | ۱۰۱٬۴۰۰      | ۵۰           | ۲۰۰۶       | – |      | خیردالان        |
| خیزی                 | آب‌شوران-خیزی   | ۱٬۶۰۰        | ۷۴۵          | ۲۰۰۸       | بقایای شهر گمشده مربوط به سدهٔ پنجم، بنای یادبود و باغ جعفر جبارلی | –    | خیزی            |
| داش‌کسن               | گنجه-داش‌کسن    | ۱۱٬۲۰۰       | ۱۶۳۰         | ۱۹۴۸       | – |      | داش‌کسن          |
| دلی‌محمدلی            | گنجه-داش‌کسن    | ۵٬۷۰۰        | ۲۴۱          | ۱۹۹۱       | – |      | دلی‌محمدلی       |
| زاقاتالا             | شکی-زاقاتالا   | ۲۱٬۸۰۰       | ۵۱۸          | ۱۸۴۰       | کلیسای زاقاتالا |      | زاقاتالا        |
| زرداب                | اران مرکزی     | ۱۱٬۰۰۰       | ۳–           | ۱۹۶۸       | – |      | زرداب           |
| زنگلان               | زنگزور شرقی    | ۱۱٬۴۰۰       | ۱۳۰۴         | ۱۹۶۷       | – |      | زنگلان          |
| ساعتلی               | میل-مغان       | ۲۰٬۳۰۰       | ۹–           | ۱۹۷۱       | – |      | ساعتلی          |
| سالیان               | شروان-سالیان   | ۳۸٬۹۰۰       | ۱۹–          | ۱۹۱۶       | خانهٔ میلیونر میرخالق عبدالله‌اف، مسجد جامع سالیان |      | سالیان          |
| ساموخ                | گنجه-داش‌کسن    | ۱۰٬۵۰۰       | ۲۵۱          | ۲۰۰۸       | مخزن سد ینی‌کند |      | ساموخ           |
| سومقاییت             | آب‌شوران-خیزی   | ۳۰۸٬۸۰۰      | ۲۶           | ۱۹۴۹       | موزهٔ تاریخ سومقاییت، گورستان اسرای آلمانی، خیابان شهدای سومقاییت، مسجد جامع سومقاییت، مسجد ابوبکر، مسجد گل‌خاتون، حمام حاجی امرالله، نیم‌تنهٔ جلیل محمدقلیزاده، مجموعه بنای یادبود عزیر حاجی‌بیگف، نیم‌تنهٔ نریمان نریمانف، بنای یادبود مرغ دریایی، نیم‌تنهٔ میکائیل مشفق، حمام حاجی مجید |      | سومقاییت        |
| سیه‌زن                | قبه-خاچماز     | ۲۶٬۳۰۰       | ۵۵           | ۱۹۵۴       | شهرگاه، خط لولهٔ قدیمی آب |      | سیه‌زن           |
| شابران               | قبه-خاچماز     | ۲۵٬۶۰۰       | ۳۳           | ۱۹۶۱       | مخزن سد تخته‌کورپو، بقایای شهر قدیمی شابران |      | شابران          |
| شاهبوز               | نخجوان         | ۴٬۶۰۰        | ۱۱۹۶         | ۲۰۰۷       | – |      | شاهبوز          |
| شرور                 | نخجوان         | ۷٬۴۰۰        | ۸۰۵          | ۱۹۸۱       | – |      | شرور            |
| شکی                  | شکی-زاقاتالا   | ۶۵٬۸۰۰       | ۵۴۵          | ۱۸۴۰       | کاخ خانی شکی، گورستان خان، مسجد گیلکلی، مسجد جامع شکی، مسجد خان، مسجد امام علی، مسجد عمر افندی، حمام آغوانلار، حمام دره، حمام یرآلتی، خانه موزهٔ بختیار وهاب‌زاده، گالری هنری دولتی شکی، کاخ خانی شکی، خانهٔ شکی‌خانف‌ها |      | شکی             |
| شماخی                | شروان کوهستانی | ۴۱٬۰۰۰       | ۷۰۹          | سدهٔ ۶      | کاخ خانی شماخی، بقعهٔ امامزادهٔ شماخی، مسجد جامع شماخی، بقعه‌های کله‌خانه، مجموعه بقعه‌های یدی‌گومبز، کلیسای لوتری آلمان، بقعهٔ شاخندان، رصدخانهٔ فیزیک نجومی شماخی |      | شماخی           |
| شمکر                 | قزاق-توووز     | ۴۴٬۱۰۰       | ۴۵۰          | ۱۹۴۴       | مخزن سد شمکر |      | شمکر            |
| شوشی                 | قره‌باغ         | ۲۴٬۰۰۰       | ۱۴۲۰         | ۱۷۵۲       | قلعه شوشی، درب آغ‌اوغلان، دیوانخانهٔ شوشی، کاخ قره‌بویوک خانم، کاخ محمدحسن آقا، درب گنجه، کاخ ابراهیم خلیل‌خان، محبس شوشی، درب ایروان، کاخ خانی قره‌باغ، حمام عبدالصمدبیگ، حمام مالی‌بیگلی، حمام شیرین‌سو، تندیس عزیر حاجی‌بیگف، مسجد جامع گوهریه یوخاری، مسجد جامع گوهریه، مسجد جلفالار، مسجد چول‌قلعه، مسجد چوخورمحله، مسجد حاجی‌یوسفلی، مسجد خواجه‌مرجانلی، مسجد کوچرلی، مسجد قویولوق، مسجد مالی‌بیگلی، مسجد مامای، مسجد مردینلی، مسجد ساعتلی، مسجد سیدلی، مسجد تازه‌محله، نیم‌تنهٔ بلبل (شاعر)، نیم‌تنهٔ خورشیدبانو ناتوان، نیم‌تنهٔ ملاپناه واقف، بقعهٔ ملاپناه واقف، موزهٔ قالی شوشی، موزهٔ تاریخ-مردم‌شناسی شوشی، موزهٔ تاریخی قره‌باغ، خانه موزهٔ بلبل، خانه موزهٔ عزیر حاجی‌بیگف، خانه موزهٔ میرمحسن نواب |      | شوشی            |
| شروان                | شروان-سالیان   | ۸۲٬۸۰۰       | ۷۰           | ۱۹۵۴       | – |      | شروان           |
| صابرآباد             | میل-مغان       | ۳۱٬۰۰۰       | ۱۲–          | ۱۹۳۵       | مسجد تاریخی شماخی صابرآباد، حمام تاریخی صابرآباد |      | صابرآباد        |
| فضولی                | قره‌باغ         | ۲۴٬۹۰۰       | ۴۱۶          | ۱۹۳۸       | – |      | فضولی           |
| قاخ                  | شکی-زاقاتالا   | ۱۴٬۵۰۰       | ۵۹۶          | ۱۹۶۷       | قلعهٔ قاخ (مجموعه قلعهٔ ایچری بازار)، مسجد جامع قاخ، مسجد قاخ‌موغال، کلیسای اللهوردی |      | قاخ             |
| قبادلی               | زنگزور شرقی    | ۹٬۶۰۰        | ۴۷۷          | ۱۹۹۰       | – |      | قبادلی          |
| قبله                 | شکی-زاقاتالا   | ۱۴٬۱۰۰       | ۷۸۳          | ۱۹۷۳       | برج دفاعی باستانی قبله، مسجد تاریخی قبله، مقبرهٔ امام بابا، مسجد جامع قبله، موزهٔ قبله، مسجد نو قبله |      | قبله            |
| قبوستان              | شروان کوهستانی | ۹٬۴۰۰        | ۷۷۱          | ۲۰۰۸       | – | –    | قبوستان         |
| قبه                  | قبه-خاچماز     | ۲۵٬۴۰۰       | ۵۵۶          | سدهٔ ۱۸     | پل طاقلی، گومبزلی حمام، کاخ خانی قبه، مسجد اردبیل، صندوق‌تپه، پارک نظامی، پارک شهدای رسانه |      | قبه             |
| قزاق                 | قزاق-توووز     | ۲۲٬۰۰۰       | ۳۸۱          | ۱۹۰۹       | کلیسای پراووسلاو روس، مسجد جامع قزاق، حمام اسرافیل‌آقا، گالری هنری دولتی قزاق، ایستگاه راه‌آهن قزاق، قانلی تویره |      | قزاق            |
| قوسار                | قبه-خاچماز     | ۱۸٬۶۰۰       | ۶۸۰          | ۱۹۳۸       | بنای یادبود نسل‌کشی، مسجد مصطفی کازدال، خانه موزهٔ لرمونتوف | –    | قوسار           |
| قوولار               | قزاق-توووز     | ۱۵٬۵۰۰       | ۴۲۹          | ۲۰۱۲       | – |      | قوولار          |
| کردامیر              | اران مرکزی     | ۱۹٬۳۰۰       | ۸            | ۱۹۳۸       | – |      | کردامیر         |
| کلبجر                | زنگزور شرقی    | ۱۲٬۳۰۰       | ۱۵۸۴         | ۱۹۸۰       | – |      | کلبجر           |
| گده‌بی                | قزاق-توووز     | ۱۱٬۷۰۰       | ۱۴۶۷         | ۱۹۹۰       | – |      | گده‌بی           |
| گنجه                 | گنجه-داش‌کسن    | ۳۳۵٬۸۰۰      | ۴۰۸          | سدهٔ ۷      | آرامگاه نظامی گنجوی، امامزاده گنجه، مسجد شاه عباس، مسجد حسینیه، بقعهٔ جومرد قصاب، بقعهٔ جواد خان قاجار، بقعهٔ سید میرزا باقرآقا، بقعهٔ مرصل اوجاقی، کاروانسرای شاه عباس، کلیسای یوهان مقدس، خیابان شهدای گنجه، گورستان صفرآباد، خانه موزهٔ میرجلال پاشایف، خانه موزهٔ نظامی گنجوی، موزهٔ تاریخ-مردم‌شناسی گنجه، خانه موزهٔ اسرافیل محمداف، موزهٔ میرزا شفیع واضح، مسجد باغمانلار، مسجد حضرت زینب، مسجد خلفه‌لی، مسجد قزاقلار، مسجد قرخلی، مسجد قزل‌حاجیلی، مسجد ملاجلیل‌لی، مسجد صفرآباد، مسجد شاهسونلر، مسجد شرفخانلی، مسجد ضرابی، نیم‌تنهٔ محمدامین رسول‌زاده، مجسمهٔ مهستی گنجوی، مجسمهٔ نگار رفیع‌بیگلی، مجسمهٔ نظامی گنجوی، حمام حکمدار، قلعهٔ گنجهٔ قدیم، راه‌های زیرزمینی گنجه، خانهٔ گونبزلی، دفترخانهٔ جواد خان قاجار |      | گنجه            |
| گورانبوی             | گنجه-داش‌کسن    | ۷٬۵۰۰        | ۱۵۶          | ۱۹۶۶       | بقعهٔ خودوبابا |      | گورانبوی        |
| گوی‌تپه               | لنکران-آستارا  | ۱۵٬۵۰۰       | ۵            | ۱۹۶۷       | کلیسای تاریخی روسی، خانهٔ فرهنگ گوی‌تپه |      | گوی‌تپه          |
| گوی‌چای               | اران مرکزی     | ۳۷٬۳۰۰       | ۱۱۵          | ۱۹۱۶       | مسجد تاریخی ابوالفضل العباس، موزهٔ تاریخ-مردم‌شناسی گوی‌چای |      | گوی‌چای          |
| گوی‌گول               | گنجه-داش‌کسن    | ۱۹٬۵۰۰       | ۶۹۷          | ۱۹۳۸       | – |      | گوی‌گول          |
| لاچین (بردزور)       | زنگزور شرقی    | ۱۳٬۵۰۰       | ۱۲۰۰         | ۱۹۲۳       | – |      | لاچین           |
| لریک                 | لنکران-آستارا  | ۸٬۷۰۰        | ۱۰۹۶         | ۲۰۰۸       | موزهٔ کهنسالان لریک |      | لریک            |
| لنکران               | لنکران-آستارا  | ۵۲٬۹۰۰       | ۷۶           | سدهٔ ۱۸     | خانهٔ عیسی‌بیگ، کاخ خانی لنکران، گورستان نهنگ‌ها، دژ زندان لنکران، مسجد بازار بزرگ لنکران، مسجد بازار کوچک لنکران، بقعهٔ سید خلیفه، بقعهٔ شیخ زاهد گیلانی | –    | لنکران          |
| لیمان                | لنکران-آستارا  | ۱۱٬۶۰۰       | ۲۳           | ۱۹۷۱       | – |      | لیمان           |
| ماساللی              | لنکران-آستارا  | ۲۶٬۷۰۰       | ۵            | ۱۹۶۰       | مسجد جامع ماساللی |      | ماساللی         |
| مینگه‌چویر            | اران مرکزی     | ۱۰۶٬۴۰۰      | ۵۴۵          | ۱۹۴۸       | خیابان شهدای مینگه‌چویر، مجموعه کلیسای مینگه‌چویر | –    | مینگه‌چویر       |
| نخجوان               | نخجوان         | ۸۱٬۴۰۰       | ۸۷۳          | سدهٔ ۴      | آرامگاه حسین جاوید، مزار نوح پیغمبر، آرامگاه یوسف بن کوسیر، مقبره مؤمنه خاتون، موزهٔ آسمان‌باز، موزهٔ قالی آذربایجان، موزهٔ بهروز کنگرلی، مسجد جامع نخجوان، خانه موزهٔ جلیل محمدقلیزاده، خانه موزهٔ حسین جاوید، بقعهٔ امامزاده، یخچال نخجوان، موزهٔ دولتی تاریخ نخجوان، کاخ خانی نخجوان، حمام شرقی نخجوان، مسجد اتابکان، مسجد علیخان، مسجد حاجی رفاعی‌بیگ، مسجد کاظم قره‌بکرپاشا، مسجد نوسنو، مسجد پیرقمیش، مسجد زاویه، مسجد شهاب، بقعهٔ نعیمی، حمام گنزه، حمام اوستوپو، حمام ینگیجه، گورستان قزل‌ونگ، گورستان قوشادیزه، موزهٔ حیدر علی‌اف، خانه موزهٔ جمشید نخجوانسکی، موزهٔ میدان پرچم نخجوان، موزهٔ ادبیات نخجوان، موزهٔ تاریخ–معماری کاخ خانی |      | نخجوان          |
| نفتالان              | گنجه-داش‌کسن    | ۱۰٬۳۰۰       | ۲۵۱          | ۱۹۶۷       | موزهٔ نفتالان، مسجد جامع نفتالان |      | نفتالان         |
| نفت‌چاله              | شروان-سالیان   | ۲۲٬۱۰۰       | ۲۶–          | ۱۹۵۹       | کاخ فرهنگ، موزهٔ مطالعات منطقه‌ای، موزهٔ گالری |      | نفت‌چاله         |
| هورادیز              | قره‌باغ         | ۷٬۷۰۰        | ۱۶۰          | ۲۰۰۷       | مقبرهٔ سنگی بابایعقوب، مسجد تاریخی هورادیز، موزهٔ تاریخ-مردم‌شناسی فضولی، ایستگاه راه‌آهن هورادیز، پارک قهرمانان |      | هورادیز         |
| یاردیملی             | لنکران-آستارا  | ۷٬۷۰۰        | ۱۰۶۸         | ۲۰۰۸       | قلعهٔ دختر | –    | یاردیملی        |
| یولاخ                | اران مرکزی     | ۶۳٬۱۰۰       | ۱۷           | ۱۹۳۸       | ایستگاه راه‌آهن یولاخ |      | یولاخ           |

## پرجمعیت‌ترین شهرها

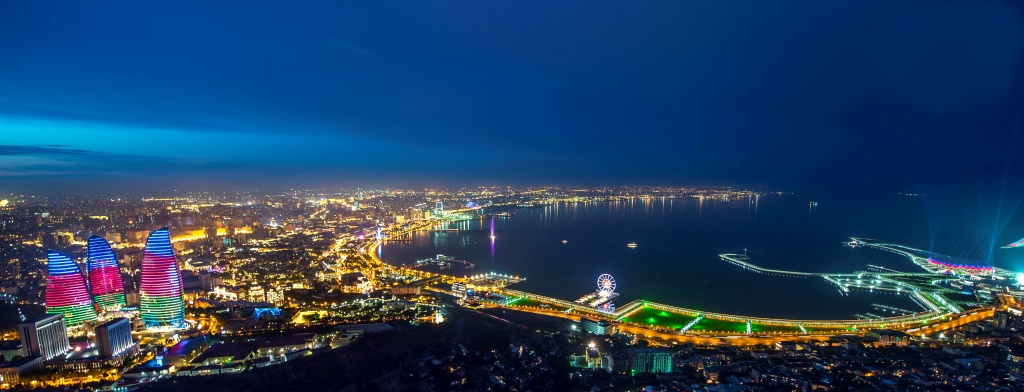
باکو، اولین
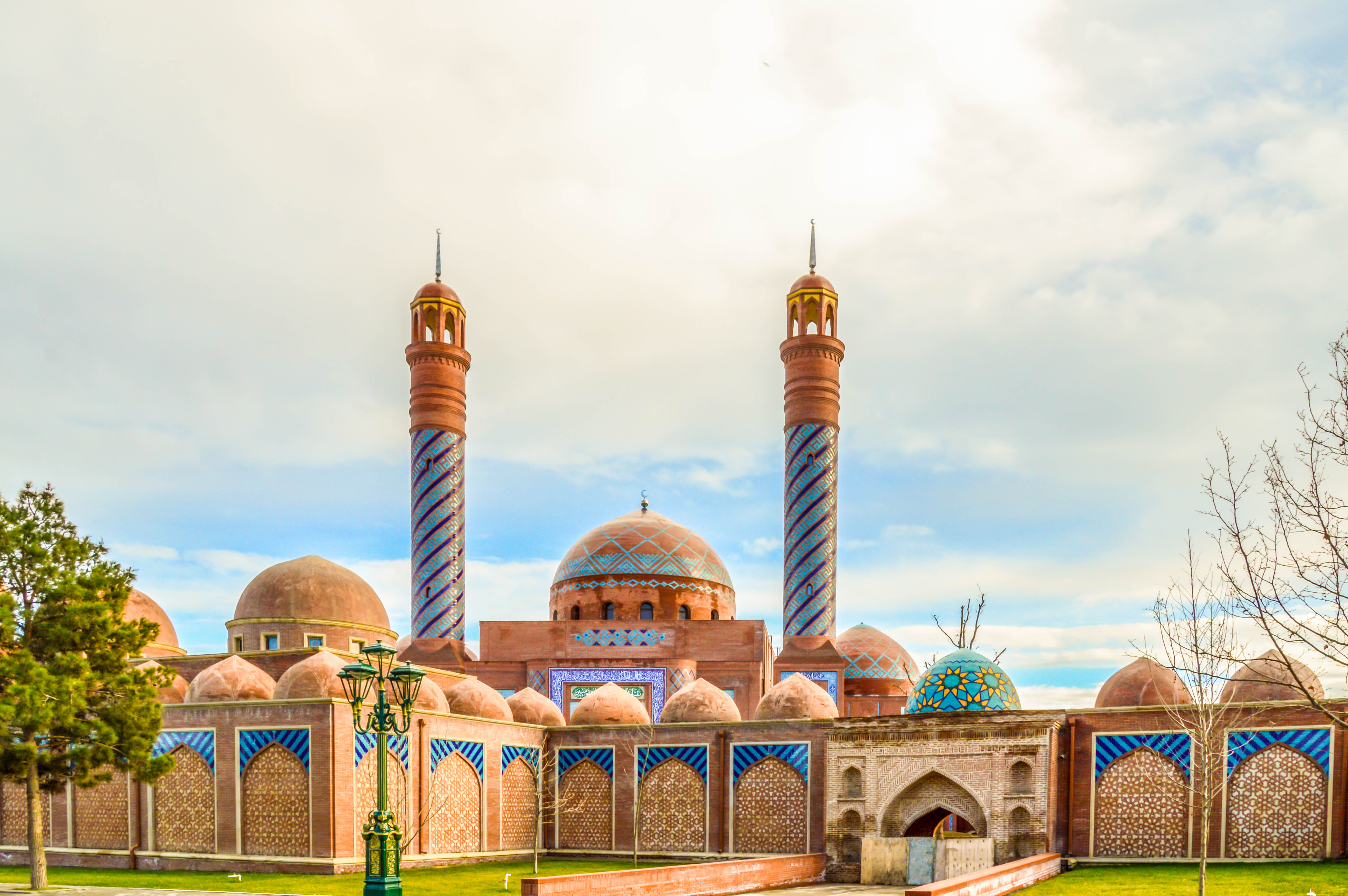
گنجه، دومین
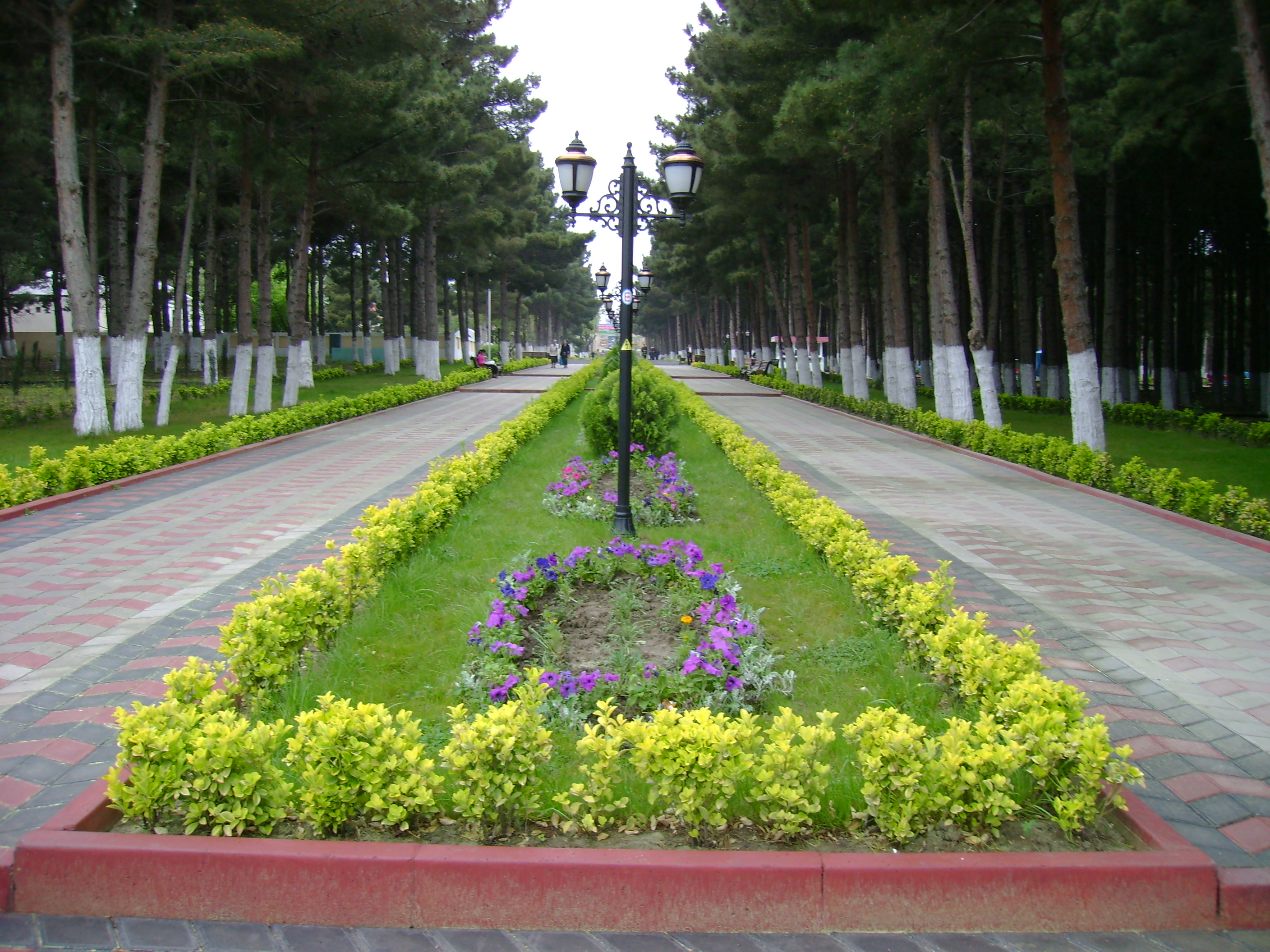
خیردالان، پنجمین
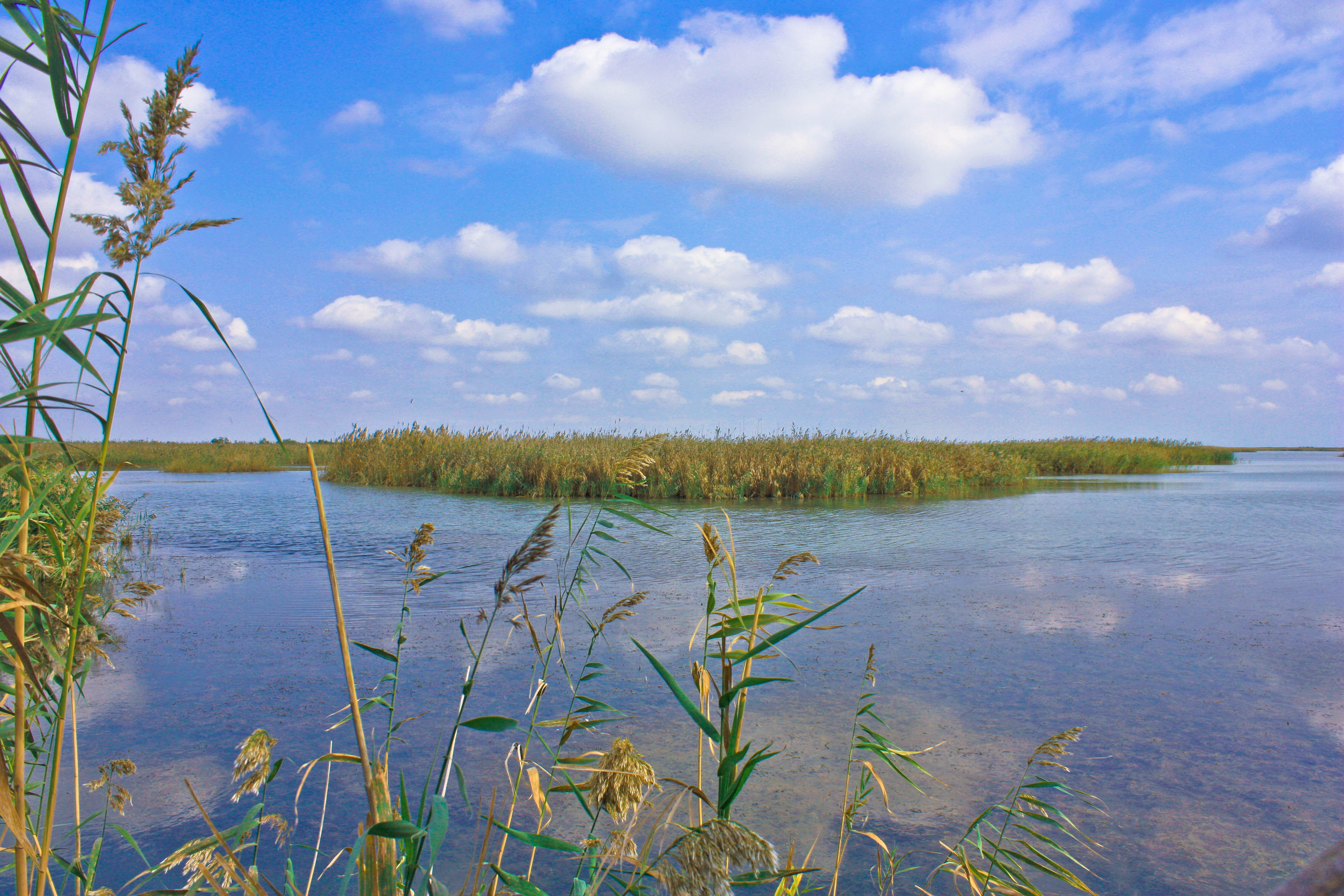
شروان، ششمین
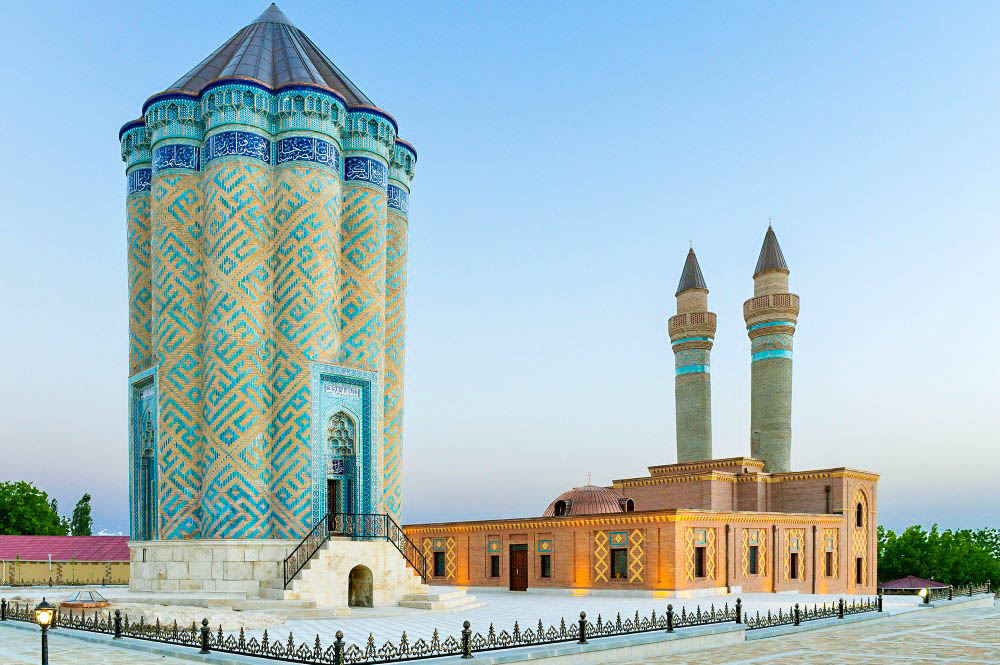
نخجوان، هفتمین
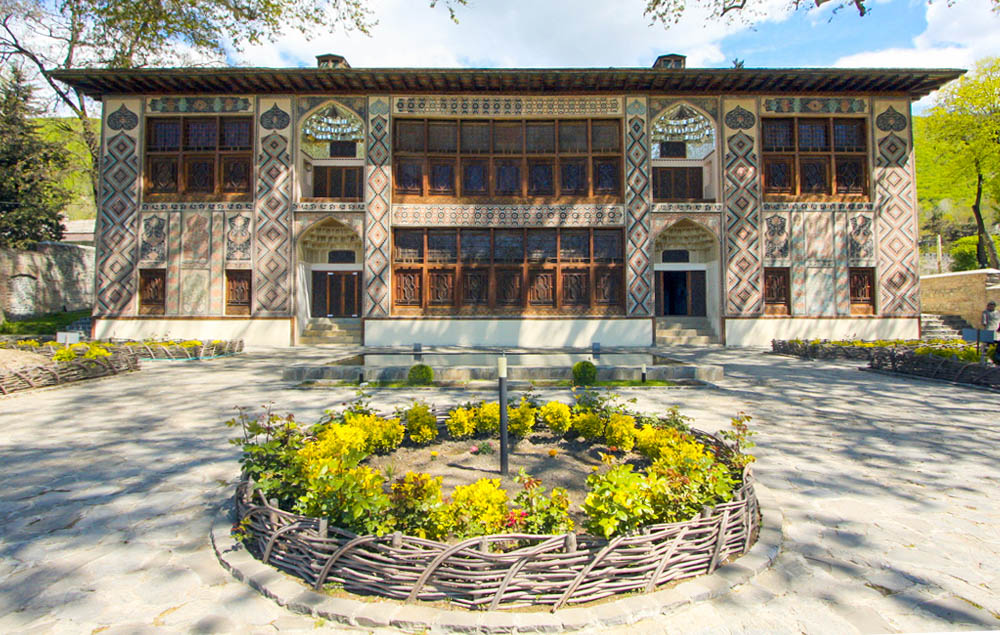
شکی، هشتمین
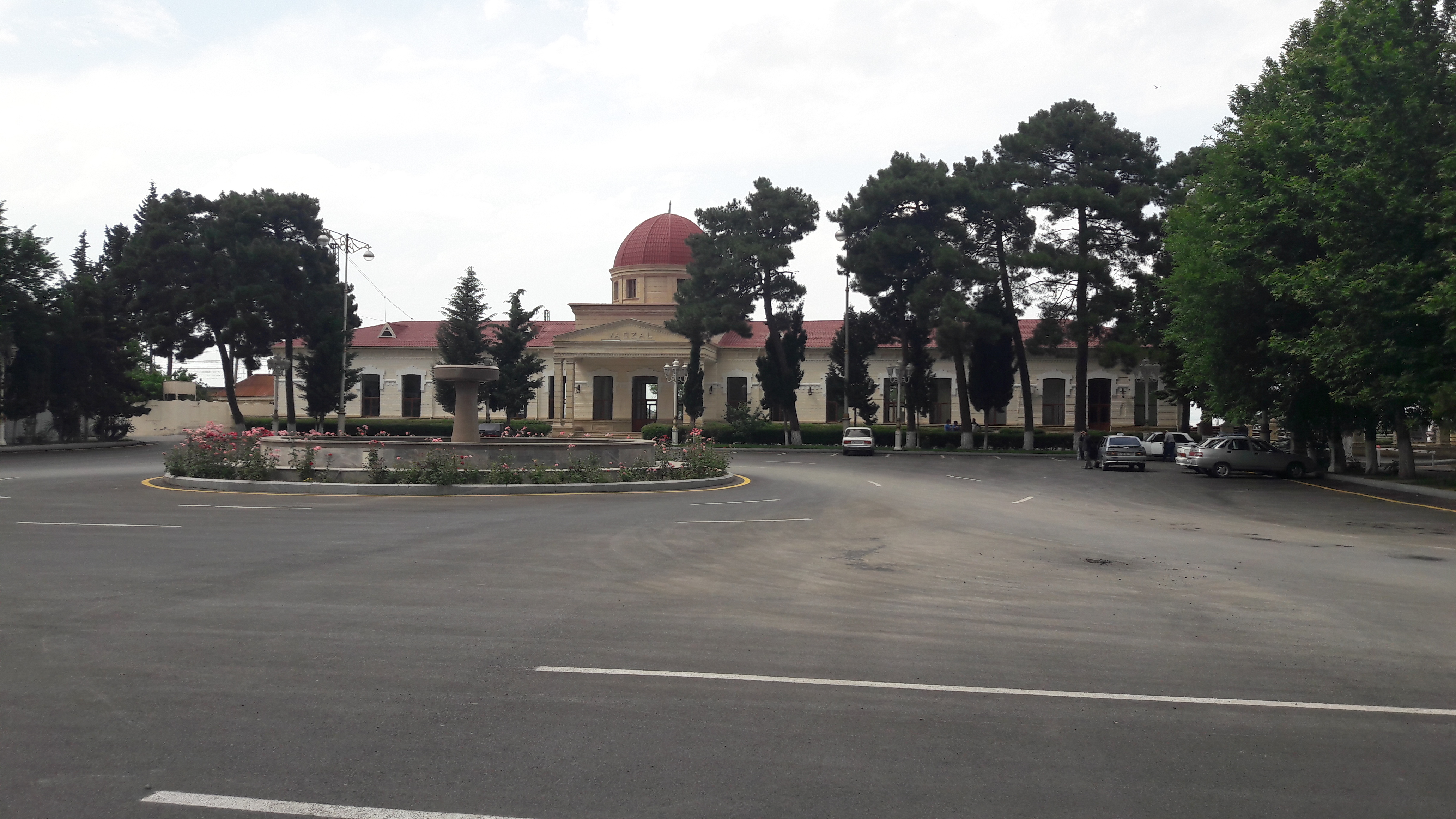
یولاخ، نهمین
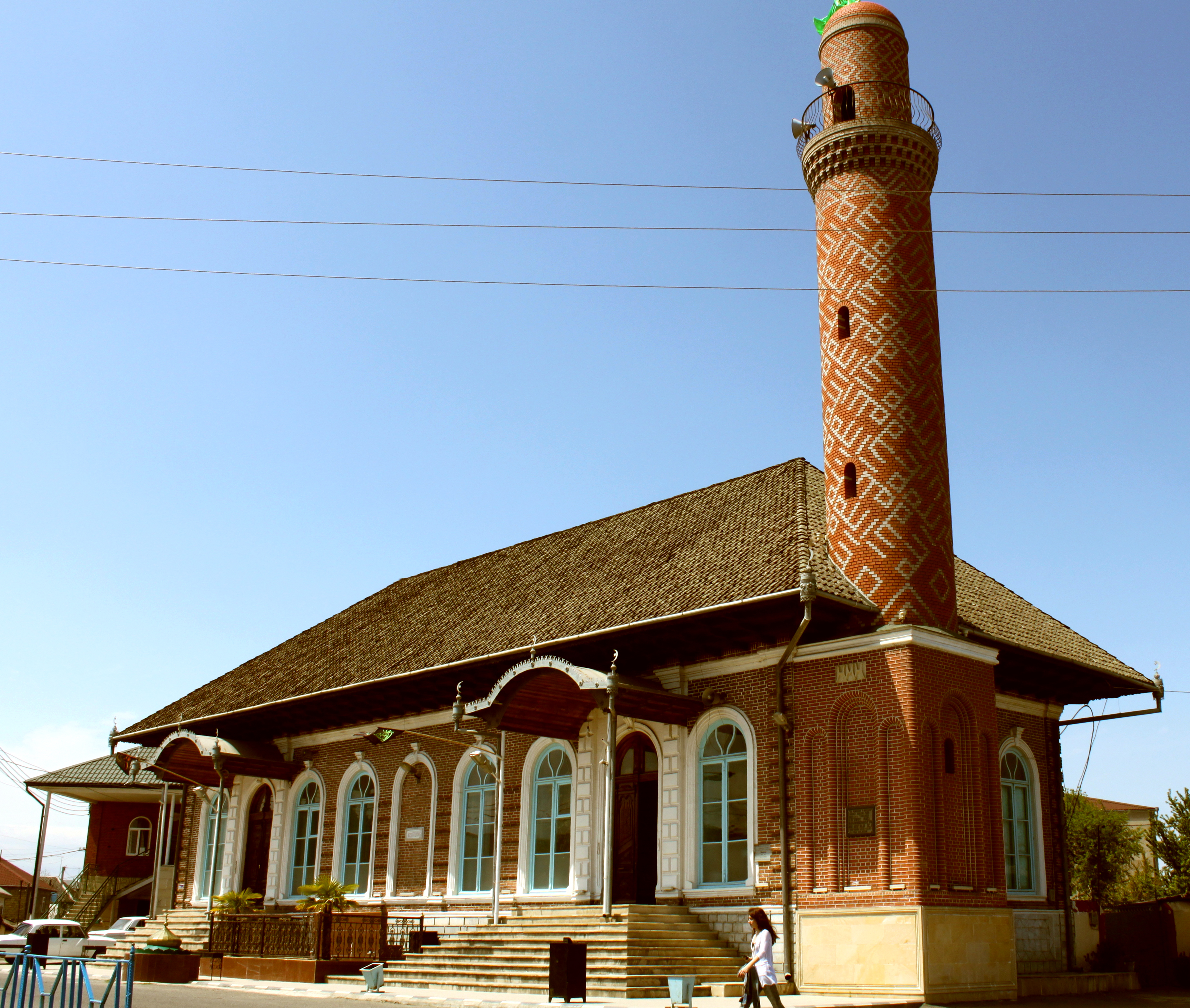
لنکران، یازدهمین

## نقشه‌ها

نقشهٔ جمهوری آذربایجان، شامل موقعیت شهرهای مهم آن
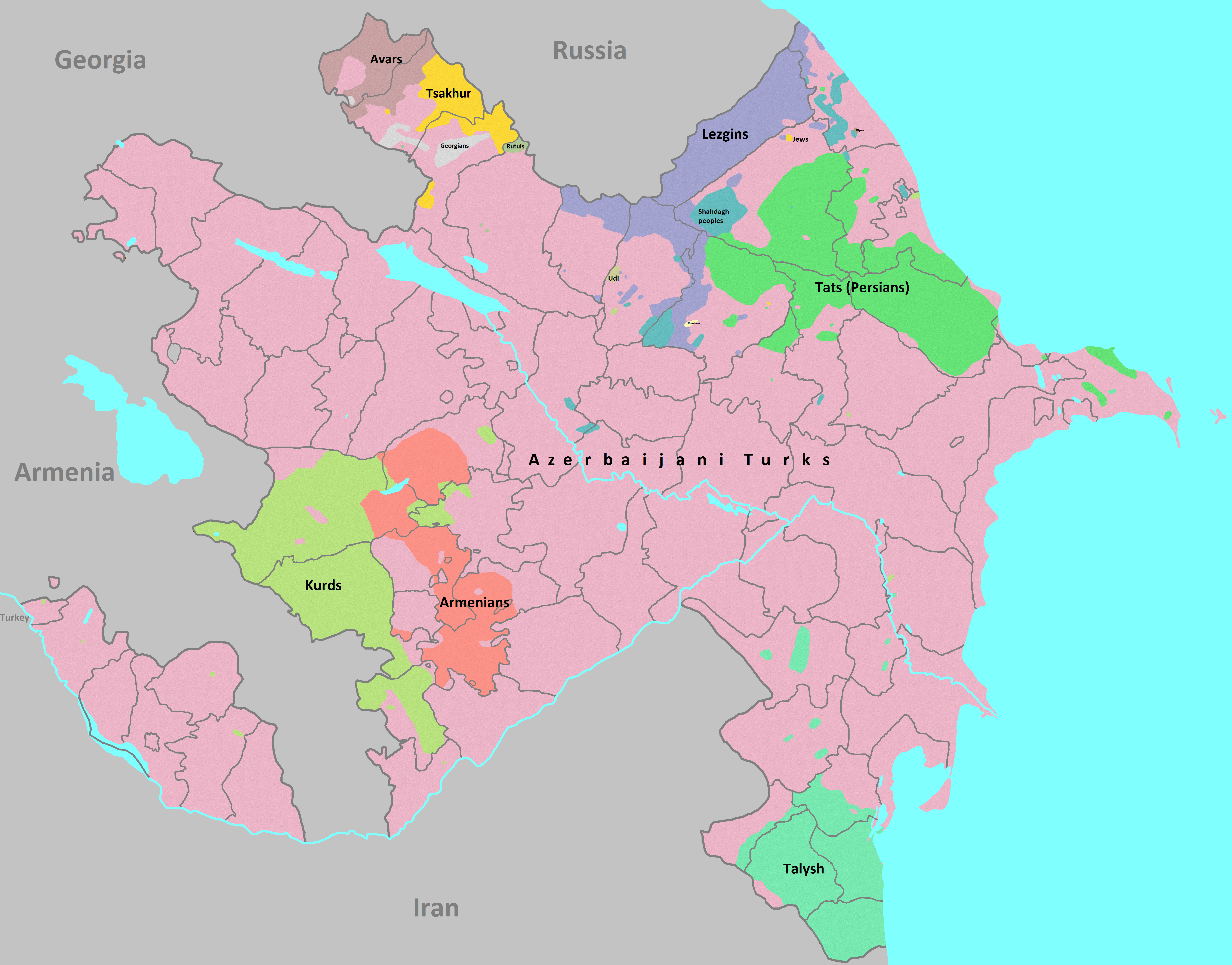
نقشهٔ پراکنش اقوام در جمهوری آذربایجان، در بدو استقلال از شوروی
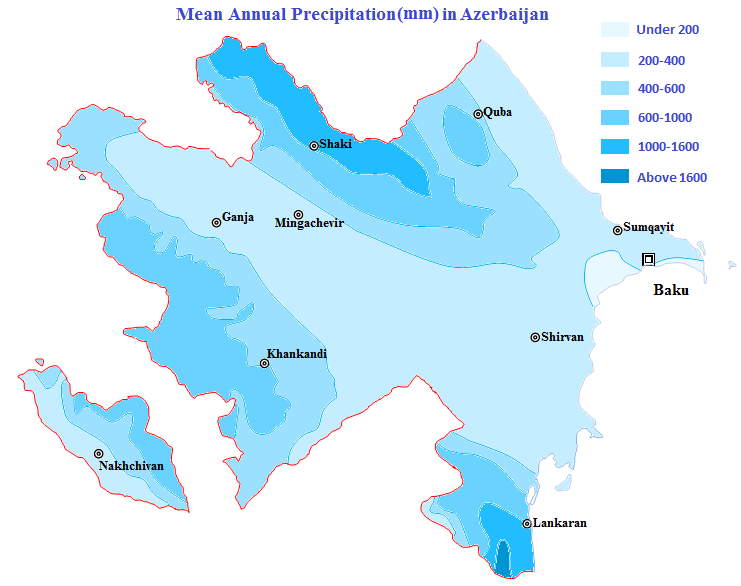
نقشهٔ میانگین بارش سالانه در جمهوری آذربایجان، شامل موقعیت شهرهای مهم
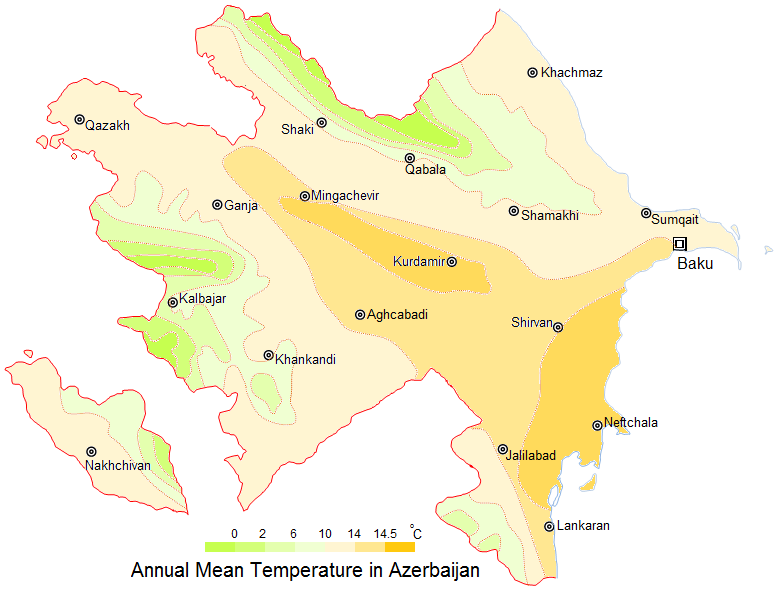
نقشهٔ میانگین دمای سالانه در جمهوری آذربایجان، شامل موقعیت شهرهای مهم